# Missão das Nações Unidas na Etiópia e na Eritreia

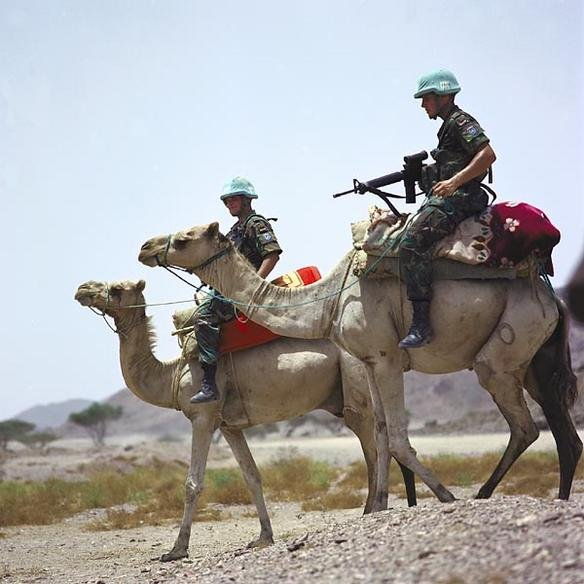
Soldados da UNMEE.

A Missão das Nações Unidas na Etiópia e Eritreia (UNMEE) foi criada pelo Conselho de Segurança das Nações Unidas em Julho de 2000  para monitorar um cessar-fogo na guerra fronteiriça iniciada em 1998 entre a Etiópia e a Eritreia. As primeiros tropas militares do batalhão neerlandês - canadense 'NECBAT' chegaram e estabeleceram bases na região em dezembro de 2000.
A missão foi formalmente abandonada em julho de 2008 , depois de experimentar sérias dificuldades em sustentar suas tropas em função das paradas de combustível  e após a devida consideração de opções restantes. 